# 聖母無原罪主教座堂 (崑嵩)
崑嵩聖母無原罪主教座堂（Nhà thờ chánh tòa Kon Tum）或崑嵩木教堂（Nhà thờ gỗ Kon Tum）是天主教崑嵩教区的主教座堂，位于越南崑嵩省崑嵩市。该堂由法国传教士创建于1870年，目前的教堂由若瑟神父（Joseph Decrouille）建于1913-1918年。该堂在历史上曾经历过许多变迁，目前仍然牢固。
该堂面积1228平方米，高25米，其设计融合了罗马式建筑风格和吊脚楼的木结构，使用了木材、稻草、泥土、竹子等建筑材料。稻草墙上有彩色玻璃画，花园里有圣母雕像，具有西原的乡村风格。教堂内外的装饰雕像，是由树根制成。

## 圖片

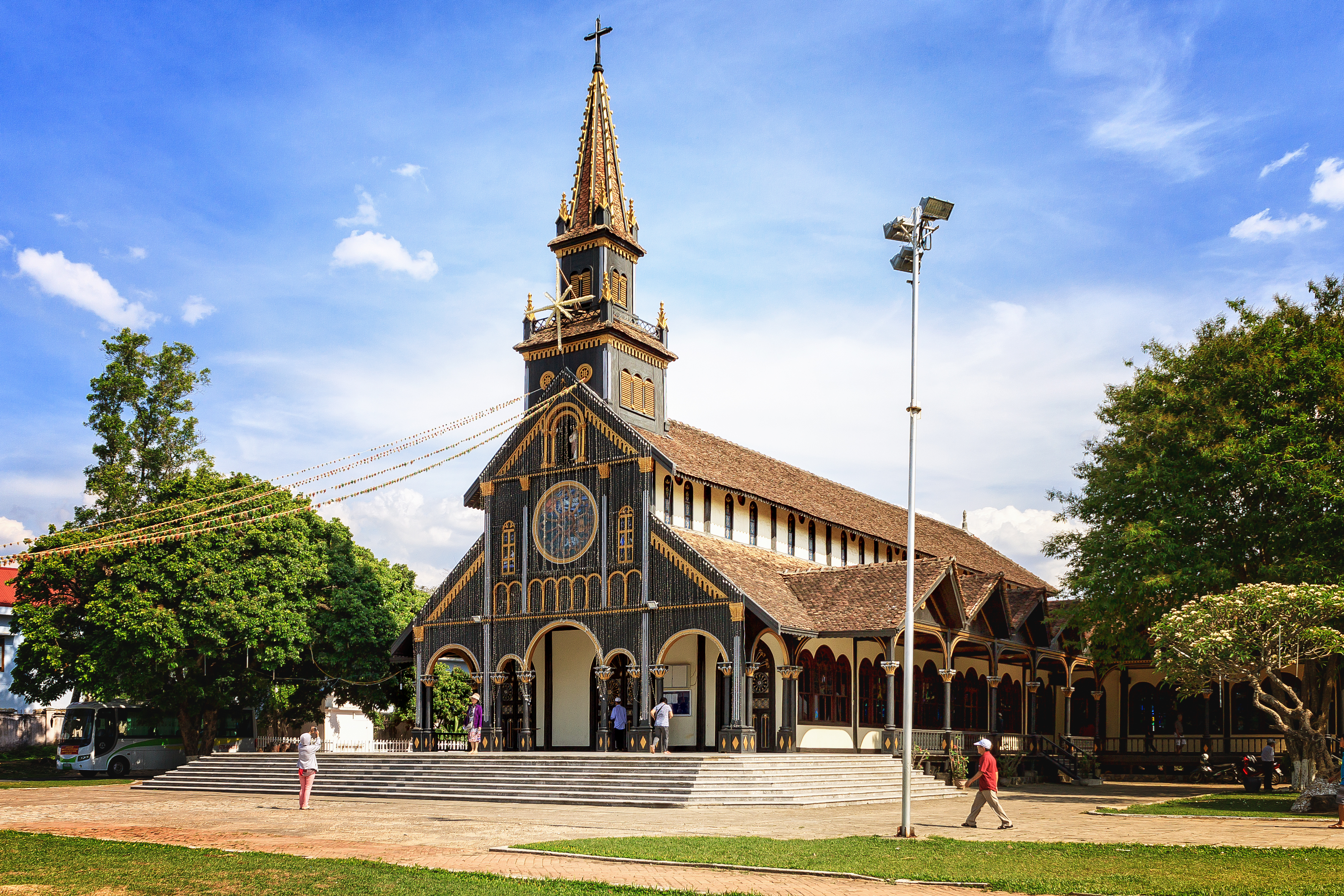
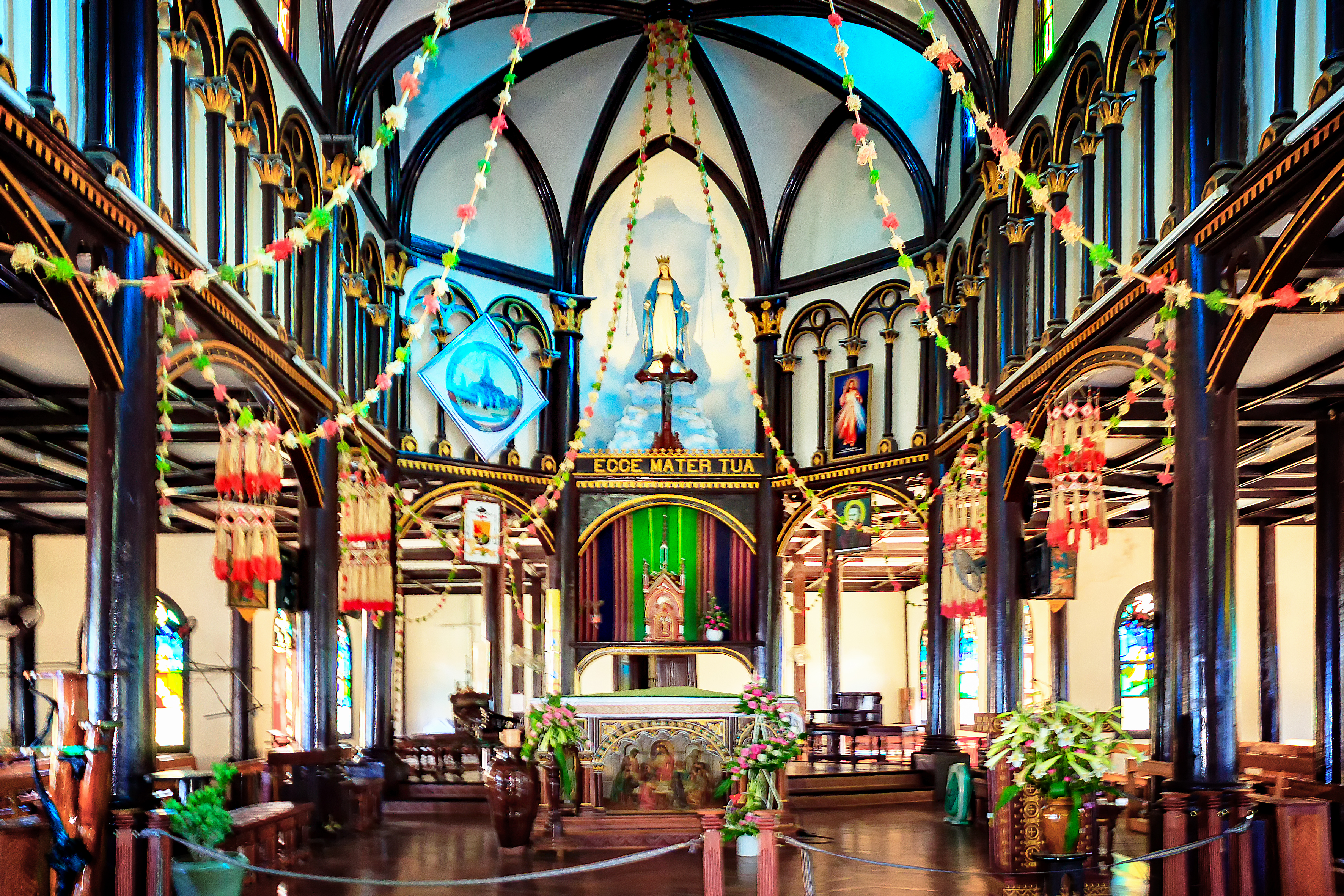
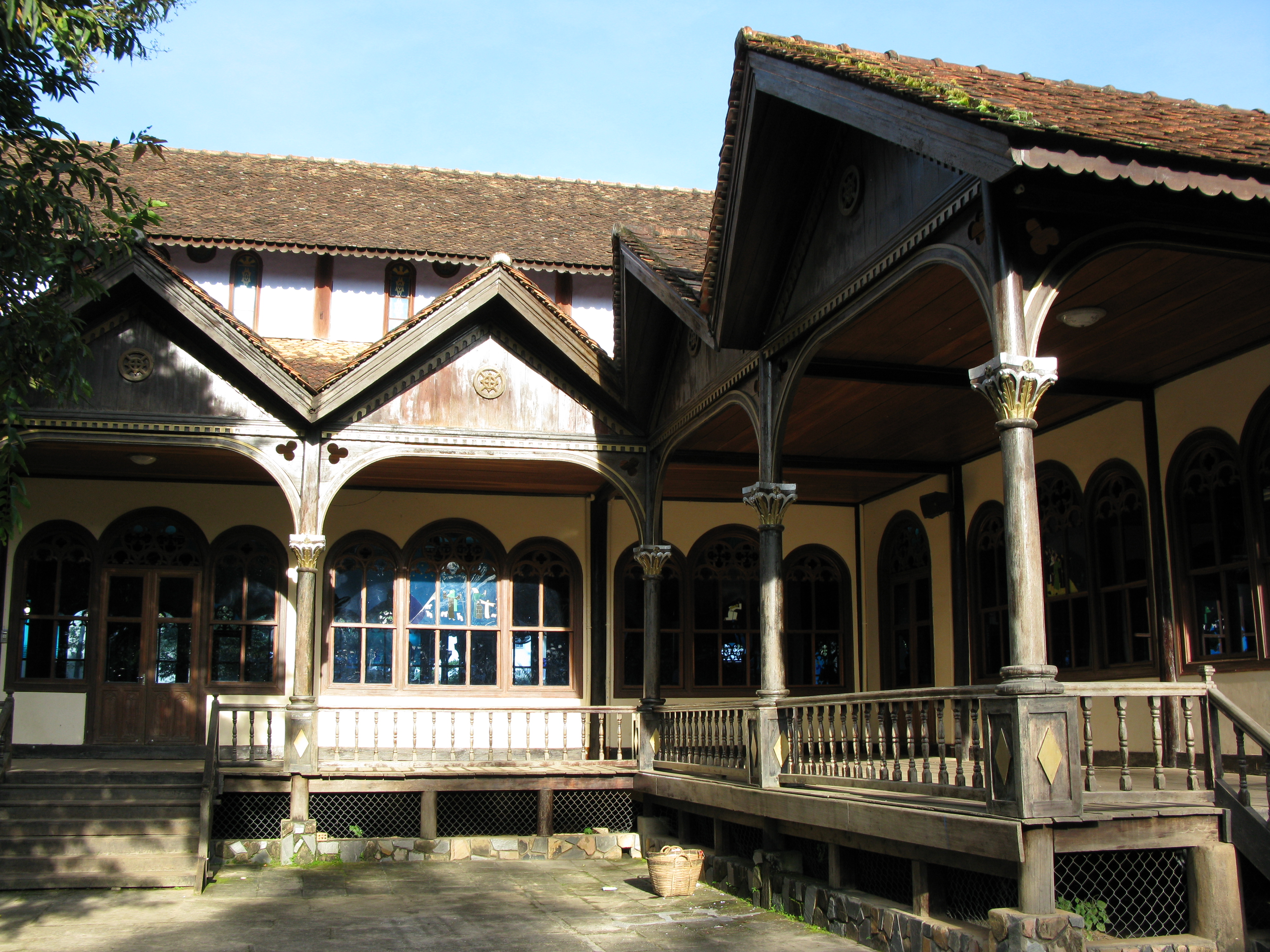
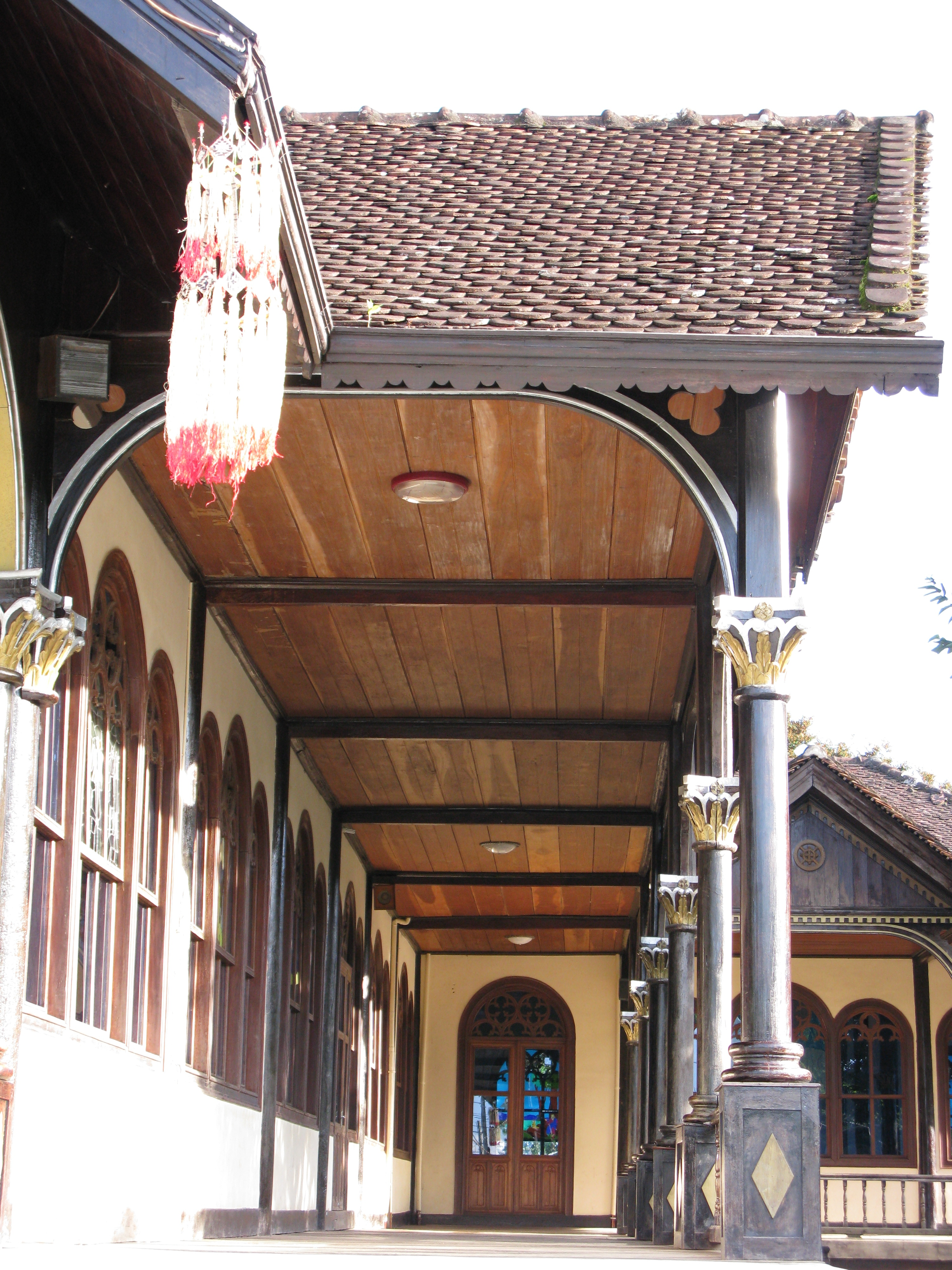
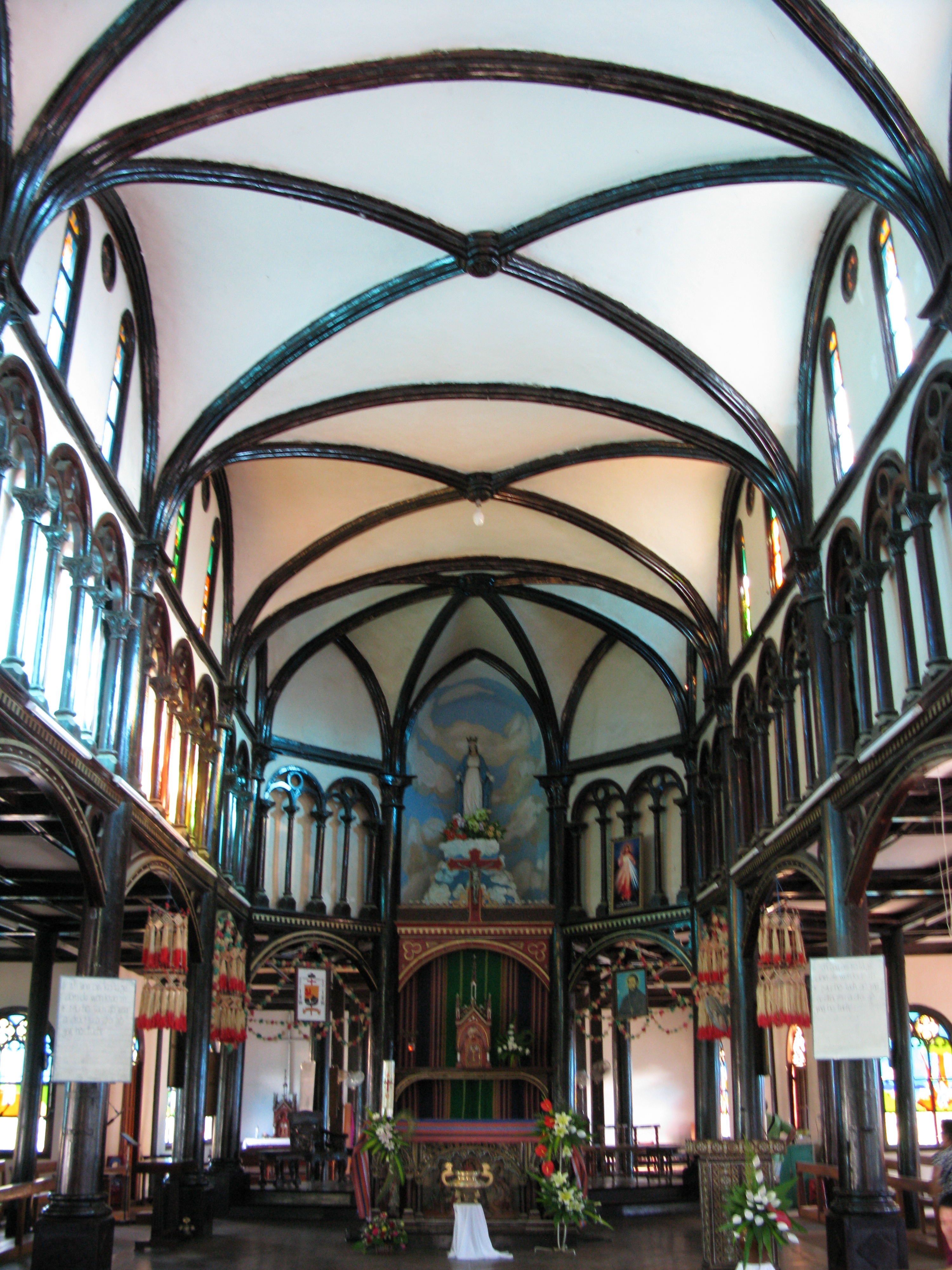